# Carn an Tuirc
Carn an Tuirc är ett berg i Storbritannien.   Det ligger i kommunen Aberdeenshire och riksdelen Skottland, i den norra delen av landet, 600 km norr om huvudstaden London. Toppen på Carn an Tuirc är 1 019 meter över havet, eller 62 meter över den omgivande terrängen. Bredden vid basen är 1,2 km.
Terrängen runt Carn an Tuirc är huvudsakligen kuperad.Runt Carn an Tuirc är det glesbefolkat, med 13 invånare per kvadratkilometer. Närmaste större samhälle är Braemar, 11,2 km norr om Carn an Tuirc. Trakten runt Carn an Tuirc består i huvudsak av gräsmarker.